# 스페인어 위키백과
스페인어 위키백과(스페인어: Wikipedia en español)는 스페인어로 된 위키백과이다. 2001년 5월 20일에 시작되어, 2017년 1월 3일 기준 1,305,871 개의 문서를 수록하고 있다. 기호는 es이다.

## 주요 날짜
- 2001년 5월 1일: 스페인어 위키백과가 시작하다.
- 2003년 6월 30일: 스페인어 위키백과를 위한 메일링 리스트가 만들어지다.
- 2003년 7월 25일: 5,000번째 문서가 만들어지다.
- 2003년 11월 4일: 10,000번째 문서가 만들어지다.
- 2004년 7월 18일: UTF-8으로의 변환이 이뤄지다.
- 2005년 5월 30일: 50,000번째 문서가 만들어지다.
- 2006년 3월 8일: 100,000번째 문서가 만들어지다.
- 2007년 2월 10일: 200,000번째 문서가 만들어지다.
- 2007년 11월 18일: 300,000번째 문서가 만들어지다.
- 2009년 8월 5일 : 500,000번째 문서가 만들어지다.
- 2012년 6월 29일: 900,000번째 문서가 만들어지다.

## 특징
- 사용 인원이 영어 위키백과 다음으로 가장 많다.
- 2004년 투표로 관리자의 명칭을 bibliotecarios 으로 변경하였다. bibliotecarios의 의미는 영어로 librarian. 특별사용자 또는 문지기의 명칭은 거부되었다.
- 2004년 투표로 공정 이용을 불허하였다. 2006년 스페인어 위키백과상의 파일 업로드를 금지하고 위키미디어 공용에의 업로드만 허용하였다.
- 나라별 사용자는 스페인이 39.2%, 아르헨티나 10.7%, 칠레가 8.8%,네덜란드가 8.4%, 멕시코가 7.0%, 베네수엘라가 5.1%, 페루 3.5%, 미국 3.1%, 콜롬비아 2.7%, 우루과이 1.3%, 독일 1.1% 순이다.(2006년 9월 기준, 기타 9.1%)